# Коса, Албину
Албину Эрнесто Коса (порт. Albino Ernesto Cossa; род. 21 апреля 1982, Мапуту) — мозамбикский футболист, игравший на позиции вратаря.

## Клубная карьера
Профессиональную карьеру начал в 2002 году в «Лига Мусульмана», где играл на протяжении 10 лет. С 2013 года по 2015 года выступал за «Кошта да Сул».

## Карьера за сборную
Албину был включен в состав сборной на Кубок африканских наций 2010 в Анголе, но все три матча сборной провёл на скамейке запасных. Также принял участие на Кубке КОСАФА 2009 в Зимбабве.